# Yên Thành (xã)
Yên Thành là một xã thuộc tỉnh Nghệ An, Việt Nam. Xã được hình thành trên cơ sở sáp nhập thị trấn Hoa Thành và các xã Đông Thành, Tăng Thành, Văn Thành của huyện Yên Thành trong đợt Sáp nhập tỉnh thành Việt Nam 2025.

## Địa lý
Xã Yên Thành có vị trí địa lý:
- Phía Đông giáp xã Quảng Châu và xã Minh Châu;
- Phía Nam giáp xã Quan Thành, xã Hợp Minh và xã Minh Châu;
- Phía Tây giáp xã Quang Đồng;
- Phía Bắc giáp xã Giai Lạc và xã Đông Thành.

Xã Yên Thành có diện tích tự nhiên 38,13 km².

## Hành chính và tên gọi
Xã Yên Thành được thành lập theo Nghị quyết số 1678/NQ-UBTVQH15 của Ủy ban Thường vụ Quốc hội Việt Nam, ban hành ngày 16 tháng 6 năm 2025. Theo đó, sắp xếp toàn bộ diện tích tự nhiên, quy mô dân số của thị trấn Hoa Thành và các xã Đông Thành, Tăng Thành, Văn Thành thuộc huyện Yên Thành trước đây thành một xã mới có tên gọi là xã Yên Thành.
Trước đó, theo Đề án sắp xếp đơn vị hành chính cấp xã tỉnh Nghệ An, xã này là xã Yên Thành 1.
Sau sắp xếp xã có diện tích tự nhiên: 38,13 km², quy mô dân số: 47.780 người.